# Ritvars Rugins
Ritvars Rugins est un footballeur letton, né le 17 octobre 1989 à Tukums. Il évolue au poste de milieu offensif au Riga FC.

## Palmarès
- FK Ventspils
  - Champion de Lettonie en 2008 et 2011.
  - Vainqueur de la Coupe de Lettonie en 2011.
  - Vainqueur de la Ligue balte en 2010.